# پارک ملی کلوسی
پارک ملی کُلُوِسی (فنلاندی: Koloveden kansallispuisto) یک پارک ملی در منطقه ساوونیای جنوبی فنلاند است. این پارک در سال ۱۹۹۰ تأسیس شد و ۲۳ کیلومتر مربع (۸٫۹ مایل مربع) را پوشش می‌دهد. یکی از مهم‌ترین خدمات اکولوژیکی این پارک محافظت از فوک حلقه‌ای سایما است که در در خطر انقراض قرار دارد. نمونه بارز مناظر ناهموار کُلُوِسی، که در عصر یخبندان شکل گرفته، صخره‌های سنگی برآمده از آب است. نکته مهم دیگر این که غارنگاره در این منطقه کشف شده‌است. ورود قایق‌های موتوری در این منطقه ممنوع بوده اما کایاک سواری و قایق‌رانی منعی ندارد. همچنین چندین مسیر پیاده‌روی مشخص شده در این منطقه وجود دارد.